# Friedrich Preller fils
Friedrich Preller (né le 1er septembre 1838 à Weimar, mort le 21 octobre 1901 à Blasewitz) est un peintre saxon.

## Biographie
Le plus jeune fils du peintre Friedrich Preller (1804-1878) entre dans l'atelier de son père à 13 ans après avoir reçu une première instruction de dessin et de peinture. Il poursuit ses études artistiques à ses côtés. Il passe l'été 1858 avec de jeunes peintres de Malkasten et d'autres amis à Kleinsassen, un village de la région de la Rhön. En 1859, il voyage avec son père à Rome et jusqu'en 1862 entreprend de nombreuses excursions sur la côte, à Naples et en Sicile afin d'y étudier le paysage naturel, les scènes de l'Odyssée.

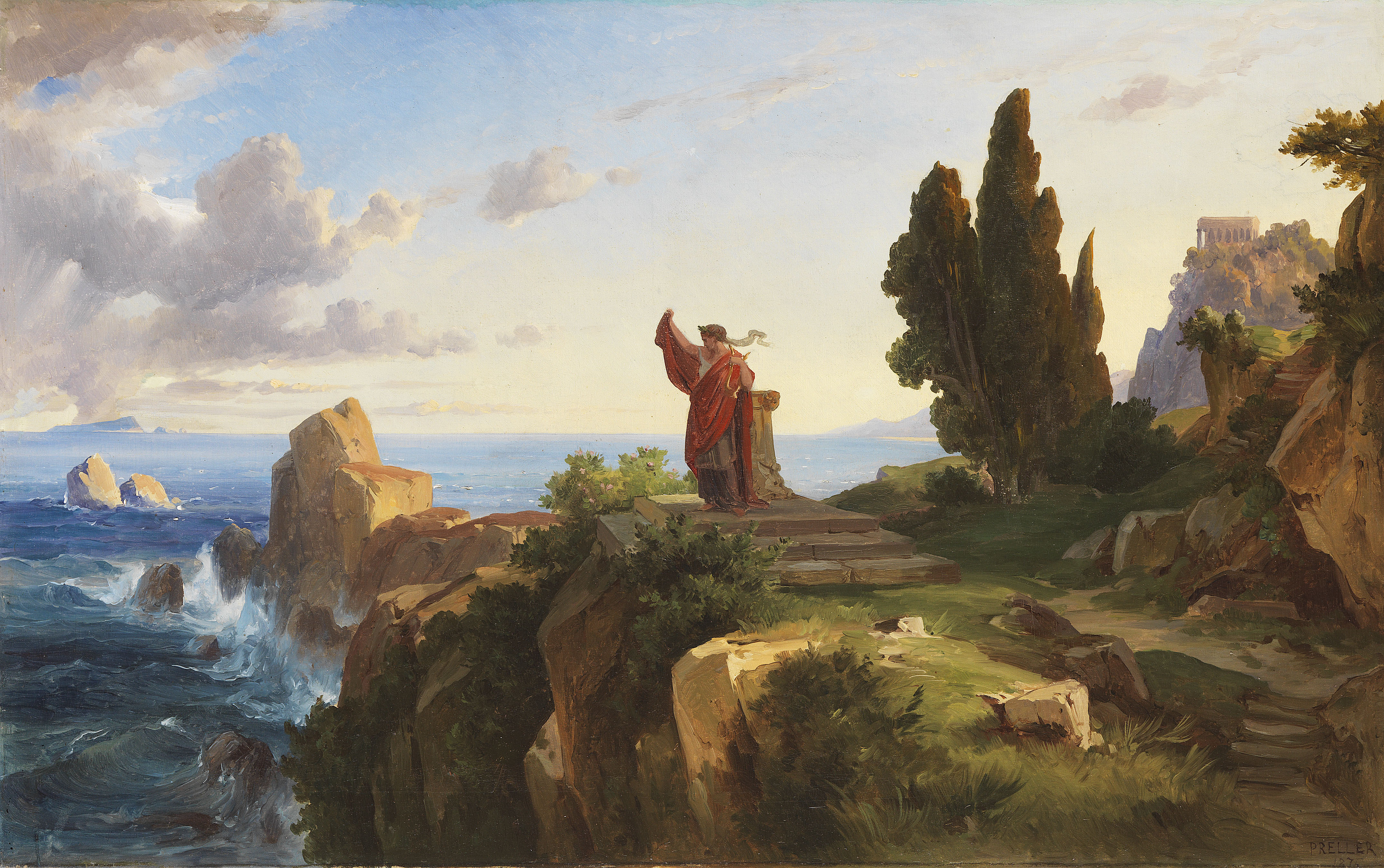
Scène antique dans un paysage héroïque, 1876.

En 1864, Preller entreprend un autre voyage d'études en Italie et après son retour en 1866, il s'installe à Dresde, où il fonde son propre atelier et connaît son premier succès artistique avec des travaux de commande à partir de 1876. En 1880, il est nommé professeur de peinture de paysage à l'Académie de Dresde et entreprend à nouveau des voyages d'études en Italie et à Rügen dans les années 1880 et en Grèce en 1891.
À partir de 1884, Preller vit dans une maison qu'il a lui-même conçue au Friedrich-August-Straße 6c à Blasewitz. En 1921, après l'incorporation de Blasewitz dans Dresde, la rue est rebaptisée Prellerstraße en son honneur. Sa maison est maintenant le numéro 32.
Il meurt à Blasewitz en 1901 et est enterré au cimetière Saint-Jean de Dresde (de). Le relief sur sa tombe est créé par son gendre, le sculpteur Richard König (de) ; il montre l'artiste rangeant son pinceau et sa palette de couleurs en disant au revoir à sa femme dans les Alpes, où il avait fait le dernier voyage avec elle.

## Famille
Preller est marié à Antonie (surnommée Toni) Auguste Cornelie Rathgen (née le 23 mars 1844, morte le 7 mars 1923), fille du juriste Bernhard Rathgen (de). La fille de Preller, Lucie, est mariée à Richard König, avec qui elle publie un livre sur son père. Il contient des textes que Preller a écrit lui-même. La fille de Preller, Elina, épouse le peintre Walther Witting (de).

## Élèves
- Karl Oskar Arends (de) (1863–1932)
- Carl Arriens (de) (1969–vers 1930)
- Paul Baum (1859–1932)
- Fritz Beckert (de) (1877–1962)
- Arthur Bendrat (de) (1872–1914)
- Walter Besig (de) (1869–1950)
- Paul Ehrenberg (1876–1949)
- Georg Estler (de) (1860–1954)
- Adolf Fischer-Gurig (de) (1860–1918)
- Otto Fischer (1870–1947)
- Hermann Gattiker (de) (1865–1950)
- Konrad Gebhardt (de) (1881–1937)
- Wilhelm Georgy (de) (1819–1887)
- Karl Hanusch (de) (1881–1969)
- Hugo Friedrich Hartmann (de) (1870–1960)
- Hans Richard Heinmann (de) (1875–1947)
- Franz Hochmann (de) (1861–1935)
- Eduard Krause-Wichmann (de) (1864–1927)
- Hugo Kreyssig (de) (1873–1939)
- Wilhelm Lehmann-Leonhard (de) (1877–1954)
- Albert Ernst Mühlig (1862–1909)
- Hugo Oehme (de) (1873–1952)
- Karl Quarck (de) (1869-1949)
- Max Schaffner (de) (1881–1960)
- Rudolf Schramm-Zittau (de) (1874–1950)
- Erwin Spindler (de) (1860–1926)
- Arthur Trebst (de) (1861–1922)
- Hans Unger (de) (1872–1936)
- Walther Witting (de) (1864–1940)